# Hipparchia apupillata
Hipparchia apupillata är en fjärilsart som beskrevs av Ruggero Verity 1916. Hipparchia apupillata ingår i släktet Hipparchia och familjen praktfjärilar. Inga underarter finns listade i Catalogue of Life.